# Більськ (Полтавський район)
Більськ — село в Україні, у Котелевській селищній громаді Полтавського району Полтавської області. До 2020 орган місцевого самоврядування — Більська сільська рада.

## Географія

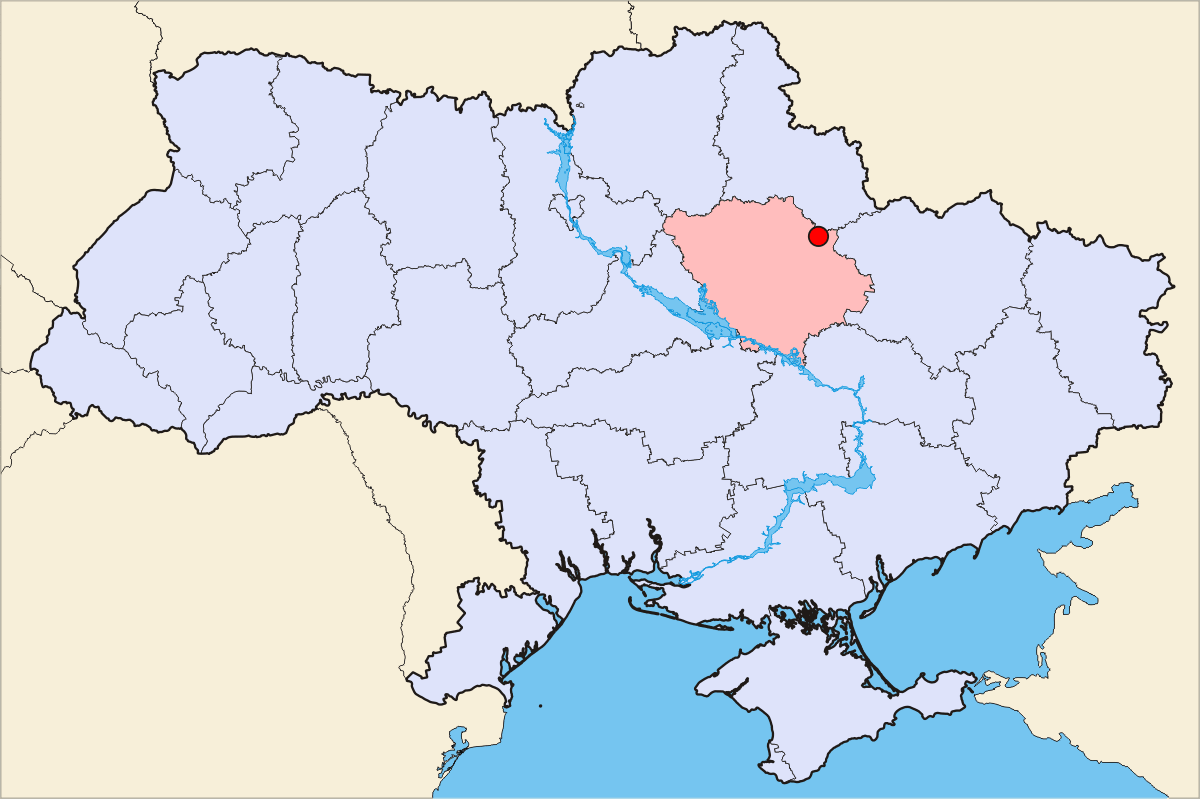
Більськ

Розташоване на правому березі р. Ворскли. Вище за течією на відстані 3 км розташоване село Куземин, нижче за течією на відстані 4 км розташоване село Лазьки, на протилежному березі — селище Котельва.

## Історія
Село засноване на місці великого городища скіфської епохи 7—3 століттях до н. е. — Більське городище.
У 14 столітті тут було збудовано фортецю для захисту від золотоординців. 1399 року біля Більська відбулася битва між військами литовського князя Вітовта та хана Темір-Кутлуя.
За іншими даними виникло за часів Федіра Бєльського. Опісля його участі у спробі вбити Казимира та втечі до Московії, Бєльськ відійшов до Глинських, від середини XVI ст. до Байбуз. Перша писемна згадка, як прикордонної литовської фортеці, датується 1498-м роком. Опісля Люблінської унії та передачі Київського воєводства під протекцію короні польській почалася експансія її шляхти. Тож на 1594-й рік ці землі вже входили до володінь Вишневецьких.
Значиться на карті Г. де Боплана (1648 рік).
1648—1649 роках перебувало у складі Гадяцького, з кінця 1649 року — Полтавського полку; 1661—1662 — у Котелевській сотні Зіньківського полку, з 1750 року відносилося до Куземинської сотні Гадяцького полку. З 1781 року віднесено до Зіньківського повіту Чернігівського намісництва.
За ревізією 1786 року у Більську — 2 церкви, 270 дворів, у тому числі козаків виборних — 131 двір, підпомічників — 108 дворів.
3 1797 року Більськ перебував у складі Зіньківського повіту Малоросійської, з 1802 року — Полтавської губернії. На 1859 рік — волосний центр, церква, селітряний завод.
У 1901—1902 роках споруджена нова мурована Успенська церква, при ній була бібліотека; діяло 2 водяні млини і кілька вітряків.
Радянська окупація почалась в січні 1918 року.
7 березня 1923 Більськ віднесений до Опішнянського району Полтавської округи. На 1926 рік Більськ — центр сільради, йому підпорядковувалося 6 населених пунктів. Проте внаслідок голодоморів поселення значно занепало. Зокрема під час голодомору 32-33 загинуло принаймні 189 чоловік.
Значно меншими були втрати під час німецько-нацистської окупації (6 жовтня 1941 — 18 вересня 1943) страчено 67 односельців, вивезено на примусові роботи до Німеччини 214 осіб[джерело?] та II СВ загалом.
12 червня 2020 року, відповідно до розпорядження Кабінету Міністрів України № 721-р «Про визначення адміністративних центрів та затвердження територій територіальних громад Полтавської області», село увійшло до складу Котелевської селищної громади.
19 липня 2020 року, в результаті адміністративно - територіальної реформи та ліквідації  Котелевського району, село увійшло до складу новоутвореного Полтавського району.

## Населення
Згідно з переписом УРСР 1989 року чисельність наявного населення села становила 1243 особи, з яких 516 чоловіків та 727 жінок.
За переписом населення України 2001 року в селі мешкало 1035 осіб. Від початку 2000-х значною мірою поповнено переселенцями з Закарпаття.
| Рік  | Дворів | Жителів |
| ---- | ------ | ------- |
| 1786 | 270    |         |
| 1856 | 1442   | 4312    |
| 1900 | 541    | 3149    |
| 1910 | 668    | 3583    |
| 1926 | 865    | 3994    |
| 1991 |        | 1206    |
| 2001 |        | 1043    |

### Мова
Розподіл населення за рідною мовою за даними перепису 2001 року:
| Мова       | Відсоток |
| ---------- | -------- |
| українська | 95,30 %  |
| російська  | 4,03 %   |
| білоруська | 0,29 %   |
| інші       | 0,38 %   |

## Інфраструктура
- фельдшерсько-акушерський пункт;
- середня школа;
- дитсадок;
- Будинок культури на 420 місць;
- бібліотека (близько 15 тисяч одиниць зберігання);
- відділення зв'язку;
- Історико-культурний заповідник.

## Відомі люди
З кінця 19 — початку 20 століття в селі працював фельдшер Василь Павлович Шутка, який багато зробив для відкриття тут земської лікарні, збирав відомості про історію краю, які використовувала Полтавська губернська вчена архівна комісія в своїх виданнях.
Уродженцем Більська є український радянський філософ, член-кореспондент АН УРСР, заслужений діяч науки УРСР Д. Х. Острянин.
У 1960-х роках У Більській середній школі працював учителем і директором школи Іван Ілліч Бабак — ветеран другої світової війни, льотчик-винищувач, Герой Радянського Союзу, автор книги «Зірки на крилах».
Латченко Артур Вікторович (1995—2017) — солдат Збройних сил України, учасник російсько-української війни.

## Пам'ятки історії
Археологічні пам'ятки:
Біля села — городище 7—3 ст. до н. е., в урочищах Скоробір, Осняги, Саранчове Поле — кургани скіфського часу. На території села знайдено бронзовий меч 9 століття до н. е. Більське городище вважають залишками скіфського столичного міста Гелон.
Пам'ятники:
- Радянським воїнам, що загинули 1941—1943 роках у боях за Більськ (збудований 1953 року);
- односельцям, полеглим (222 чол.) на фронтах німецько-радянської війни (збудований 1968 року),
- пам'ятний знак бійцям Більського червоногвардійського загону (збудований 1982 року)
- Братські могили (9) радянських воїнів, загиблих у 1941—1943 роках.

## Галерея

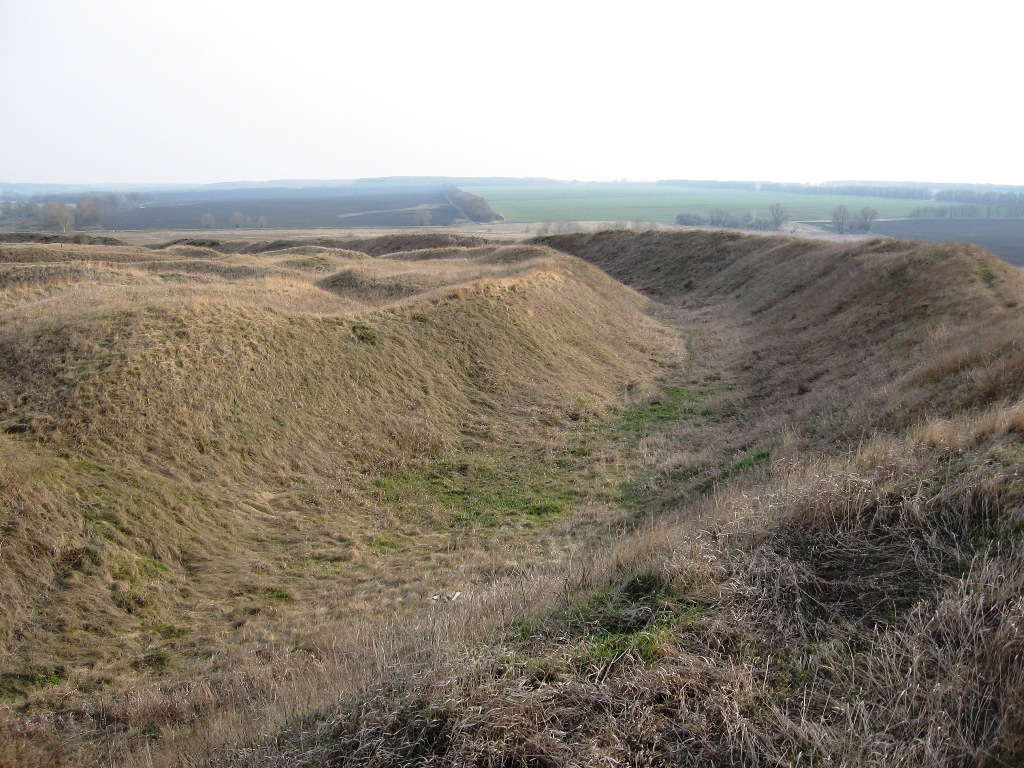
Залишки укріплень Більського городища скіфських часів
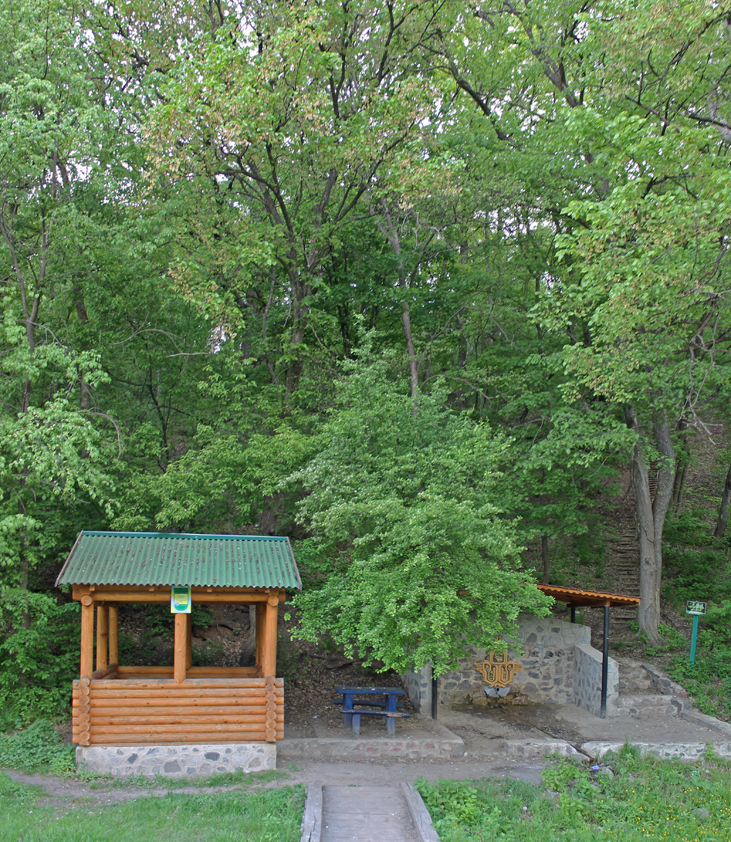
Альтанка і джерело у пониззі Барвінкової гори